# دانييلا أوكيكي
دانييلا أوكيكي (بالإنجليزية: Daniella Okeke)‏ (مواليد 26 مارس 1987)، هي مُمثلة نيجيرية. في 2013، رُشحت دانييلا عن دورها «جوك» في فيلم «لاغوس كوغارز» (بالإنجليزية: Lagos Cougars)‏ للتنافُس على جائزة الأكاديمية الأفريقية للأفلام لأفضل ممثلة في دور رئيسي في حفل توزيع جوائز الأكاديمية الأفريقية للأفلام العاشر، كما رُشحت أيضا عن نفس الدور ولنفس الجائزة في حفل توزيع جوائز (بالإنجليزية: Nigeria Entertainment Awards)‏ لسنة 2014.

## حياتها الشخصية
وُلدت دانييلا أوكيكي في 26 مارس 1987 في ولاية إيمو في نيجيريا.

## أعمالها
- «السيدات الأنيقات» (بالإنجليزية: Sleek Ladies)‏ (2007).
- «أقوى من الألم» (بالإنجليزية: Stronger than Pain)‏ (2007).
- «لاغوس كوغارز» (بالإنجليزية: Lagos Cougars)‏ (2013).

## روابط خارجية
دانييلا أوكيكي على موقع IMDb (الإنجليزية)
- دانييلا أوكيكي على موقع روتن توميتوز (الإنجليزية)